# Aminoàcids cetogènics
Un aminoàcid cetogènic és un aminoàcid que pot ser degradat directament a Acetyl CoA a través de la cetogènesi. Això contrasta amb els aminoàcids glucogènics, els quals es converteixen en glucosa. Els aminoàcids cetogènics no es poden convertir en glucosa pel fet que els dos àtoms de carboni en el cos cetònic finalment es degraden a diòxid de carboni en el cicle de l'àcid cítric.
En els humans, dos aminoàcids són exclusivament cetogènics:
- leucina
- lisina

En els humans, 5 aminoàcids són a la vegada cetogènics i glucogènics:
- isoleucina
- fenilalanina
- triptòfan
- tirosina
- treonina